# Diano Arentino
Diano Arentino är en ort och kommun i provinsen Imperia i regionen Ligurien i Italien. Kommunen hade 707 invånare (2018).